# Jean Brunhes
Jean Brunhes, född 25 oktober 1869 och död 25 augusti 1930, var en fransk antropolog och geograf.
Brunhes blev professor i geografi vid Collège de France 1912. Bland Brunhes skrifter märks förutm det klassiska huvudverket La géographie humaine (1910, 3:e upplagan 1925), Ètude de géographie humaine (1902), La géographie de l'historie (tillsammans med C. Vallaux 1921) och Géographie humaine de la France (med P. Giraradin och P. Deffontaines), samt del 1-2 av Historie de la nation française av G. Hanotalux 1920-26.